# تجربیات ناقص است
تجربیات ناقص است (به مالایالم: Anubhavangal Paalichakal) یا تجربه درهم‌شکسته (به انگلیسی: Shattered experience) فیلمی هندی محصول سال ۱۹۷۱ و به کارگردانی کی. اس. ستوماداوان است. در این فیلم بازیگرانی همچون ساتیان، پرم نظیر، شیلا، کی.پی.ای.سی. لالیتا، بهادر و مموتی ایفای نقش کرده‌اند.